# سارپانیت

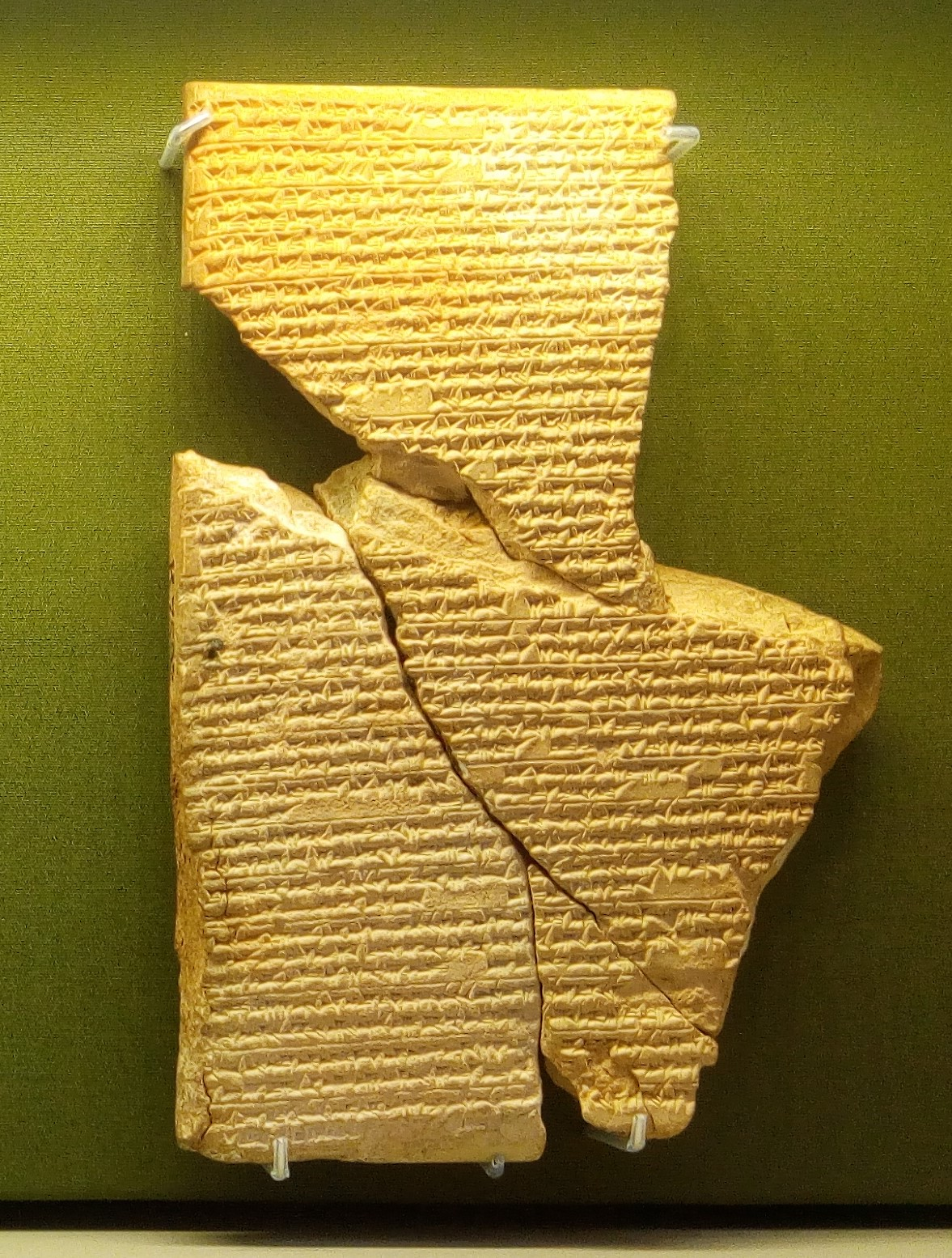
کتیبه

سارپانیت (همچنین سارپانیتو، شارپانیتو، زارپانیت، زیرپانت، زرپانیتوم، زربانیتو یا زیربانیت) همسر مردوک، خدای بنیادین بابل، و ایزدبانوی زایش بود. او همانگونه که در کتیبه‌های پادشاهان بابلی سومولائیل و سامسو-ایلونا نوشته شده‌است، پیشتر به عنوان همسر مردوک پیش از صعود او به بالای پانتئون در میان‌رودان، سوگند خورده بود. برخی از پژوهشگران او را صرفاً به عنوان یکی از «همسران نخستین ایزدی» می‌دانند.

## نام
بر پایه فرهنگ آشوری شیکاگو سال ۱۹۶۱، نام او به معنای [ایزدبانوی] شرپان است که احتمالاً روستایی بیرون بابل بوده‌است. با این وجود، این توضیح تنها بازنمود نظری نوینی از نام او است و سرچشمه دقیق نام روشن نیست. یک نوشته تکه‌تکه، سارپان را شهری توصیف می‌کند که توسط انلیل به او اختصاص داده شده‌است. دبلیو جی لمبرت این نوشته را گواه قانع‌کننده‌ای مبنی بر پیوند سرچشمه نام او با چنین توضیحی می‌دانست.
یک کتاب ریشه‌شناسی عامیانه نام او آن را به عنوان "Zēr-bānītu"، "آفریننده دانه" معنی می‌کند، که برآیند این ریشه‌شناسی، سارپانیت ایزدبانوی زایش خواهد شد. با این حال، ممکن است او کارکرد زایش را تنها به دلیل همتایی بین او و پانونانکی، همسر آسارلودو (که با مردوک آمیخته بود)، که ایزدبانوی زایش با نام اروآ بود، به دست آورده و بعدها به سارپانیت اطلاق شده باشد.
بر پایه منابع بابلی، او در ایلام به الاگو شناخته می‌شد. اما در منابع شناخته شده ایلامی چنین نامی به میان نیامده است.

## پرستش
کانون اصلی پرستش او اساگیلا، پرستشگاه بزرگ مردوک در بابل و جایی که پیوند زناشویی الهی در مراسم بزرگ آکیتو در سال نو برگزار می‌شد، بود.
در نوشته‌های دینی او به عنوان «ملکه اساگیلا» و «بلتو» (به معنای «بانو» و شکل زنانه عنوان خود مردوک که بل، به معنای «ارباب» بود) خوانده می‌شد.
کاتونا و سیلوس-تاب، دو ایزدبانوی خدمتگزار، گروه سارپانیت را در نوشته‌های دینی تشکیل می‌دادند. آنها در مجموع به عنوان «دختران اساگیلا» شناخته می‌شدند و به عنوان آرایشگرهای او توصیف می‌شدند.
سرپانیت به عنوان آخشیجی (عنصر) در نام‌های زنان مانند اروآ، به کار می‌رفت.

## دگردیسی‌های دیرهنگام
در سده هشتم پیش از میلاد، کوشش‌هایی برای آمیختن ایزدبانوان دیگر با سرپانیت شد. با این وجود، حداقل برخی از آنها مورد استقبال مثبت قرار نگرفتند. برای نمونه، تلاش پادشاه نابو شوما ایشکون برای معرفی یک «ایزدبانوی نامناسب» در معبد ایشتار در اوروک بازگفته (روایت) شده‌است. برخی منابع دیرهنگاه، احتمالاً او را با ایشتار (یا به‌طور خاص هیپوستاس ایشتار بابلی) اشتباه گرفته‌اند، زیرا گهگاه از نام ایزدبانوی دوم به شکل یک اصطلاح عمومی برای هر ایزدبانویی استفاده می‌کردند. در منابع دیرهنگاه دوره بابلی هیچ وابستگی میان ایشتار و سرپانیت یافت نمی‌شود و او در نوشته‌های مشابه بیشتر در نقش‌های گوناگون پدیدار می‌شوند (یک نمونه نوشته‌ای است که به رابطه مردوک و سارپانیت می‌پردازد. ایشتار بابلی نقش یک آدم جاه‌طلب را بازی می‌کند. نوشته‌های دینی همچنین از سه‌سویه‌ای (تثلیثی) دربرگیرنده از ایشتار، سارپانیت و تاشمتو (نانایا) نام می‌برند که در زمان جشنواره آکیتو دسته ایزدبانوان را رهبری می‌کنند.